# Inupiaq
 (avril 2019).
Si vous disposez d'ouvrages ou d'articles de référence ou si vous connaissez des sites web de qualité traitant du thème abordé ici, merci de compléter l'article en donnant les références utiles à sa vérifiabilité et en les liant à la section « Notes et références ».
L'inupiaq, également inupiak, inupiat, iñupiaq, est l'un des quatre grands ensembles linguistiques du groupe des langues inuites, qui fait à son tour partie de la branche eskimo (qui comprend aussi les langues yupik) de la famille des langues eskimo-aléoutes. Il est parlé à l'ouest et au nord de l'Alaska. Il s'écrit au moyen de l'alphabet latin, modifié afin de mieux retranscrire la phonétique inupiaq.
Les trois autres ensembles de l'inuit sont l'inuvialuktun parlé dans le Nord-Ouest canadien, l'inuktitut, parlé au Nunavut et au Québec et le groenlandais, parlé au Groenland.
D'après l'Alaska Native Languages Center, environ 3 000 personnes parlent inupiaq.

## Variétés dialectales
L'inupiaq est subdivisé en plusieurs variétés formant deux groupes ouest et nord :
- groupe de la péninsule de Seward
  - Inupiaq du détroit de Béring : Ouest de la péninsule de Seward, île Petite Diomède
  - Qawiaraq : Sud-Est de la péninsule de Seward, est du Norton Sound
- groupe du Nord de l'Alaska
  - Malimiut : vallées des fleuves Kobuk et Noatak et golfe de Kotzebue
  - Inupiaq de North Slope ou inupiatun : côte nord de l'Alaska